# The Haunting Hour: Don't Think About It
The Haunting Hour: Don't Think About It (A Coisa Maligna: Não Pense Sobre Isso, no Brasil) é um filme estadunidense de 2007 escrito por R.L. Stine, autor da série Goosebumps, e dirigido por Alex Zamm. 

## Sinopse
Para Cassie (Emily Osment), uma garota gótica de 13 anos de idade, a adaptação em uma escola e numa vizinhança nova não é fácil, mas ela se diverte pregando travessuras nos colegas populares da escola e em seu pequeno irmão, Max. Conforme o Dia das Bruxas se aproxima, a busca para assustar conduz a uma misteriosa loja de Halloween e a um livro incomum chamado “A Coisa Maligna”. Quando Max insiste em ouvir a história, Cassie ignora o aviso de que os leitores não devem ler o livro em voz alta. E quando eles terminam de lê-lo é que a aventura fantasmagórica realmente começa.

## Elenco
- Emily Osment como Cassie Keller
- Cody Linley como Sean Redford
- Alex Winzenread como Max Keller
- Brittany Curran como Priscilla Wright
- Tobin Bell como O Estranho
- John Hawkinson como Sr. Keller
- Michelle Duffy como Sra. Keller
- Michael Dickson II como Entregador de Pizza
- Nigel Ash como Ralph
- Katelyn Pippy como Erin

## Recepção

### Indicações
Em 2008, os escritores de cinema Dan Angel e Billy Brown foram nomeados para o Writers Guild of America Award pela categoria Longa ou Especial em Roteiro Infantil. No 29.º Young Artist Awards, Cody Linley e Emily Osment foram indicados por Melhor Performance nas categorias Filme de TV, Minissérie ou Especial - Ator e Atriz Mirim, respectivamente.